# Snöbollen
Snöbollen – årets svenska bilderbok, är ett bilderbokspris instiftat 2011 av Krumelur – föreningen för unga ord i norr. 
Syftet med priset är att uppmuntra upphovspersoner och förlag att tänja bilderbokens konstnärliga gränser vad gäller innehåll, form och medium. I samband med utdelningen skapas arrangemang som inspirerar både barn och vuxna, till exempel utställningar, skaparverkstäder och fortbildningar.
Målet är att lyfta bilderbokens status så att dess unika möjligheter blir synliggjorda. Det görs genom att varje år dela ut ett pris som väcker uppmärksamhet i hela landet hos publik, upphovspersoner, bokbranschen och biblioteken. Priset delas ut till upphovspersonerna till den bok vars konstnärliga uttryck på ett föredömligt sätt tar till vara bilderbokens möjligheter. Boken ska vara en förstautgåva utgiven i Sverige på svenska eller något av de nationella minoritetsspråken. Bilderboken ska vara riktad till barn/ungdomar 0-18 år.
Priset delas ut vid Littfest – Umeå internationella litteraturfestival – och prissumman är på 50 000 kronor.
Utdelningen av Snöbollen sker i samarbete med Umeå Kultur, Kulturföreningen Pilgatan, Bildmuseet Umeå universitet, Länsbiblioteket i Västerbotten, Littfest – Umeå internationella litteraturfestival, Mittuniversitetet, Högskolan Dalarna samt Svenska Tecknare.

## Pristagare
- 2011 – Eva Lindström för Apan och jag[1]
- 2012 – Klara Persson för Molly & Sus[2]
- 2013 – Anna Höglund för Om detta talar man endast med kaniner[3][4]
- 2014 – Karin Saler och Siri Ahmed Backström för Dom som är kvar[5]
- 2015 – Joanna Hellgren och Tove Pierrou för Småkrypsboll[6]
- 2016 – Ulf Stark och Linda Bondestam för Djur som ingen sett utom vi[7]
- 2017 – Sara Lundberg för Fågeln i mig flyger vart den vill[8]
- 2018 – Eva Lindström för Kom hem Laila[9]
- 2019 – Karin Cyrén för Maraton[10]
- 2020 – Åsa Lind och Emma Virke för Kom dagen, kom natten[11]
- 2021 – Pija Lindenbaum för Vitvivan och Gullsippan [12]
- 2022 – Emma AdBåge för Såret [13]
- 2023 – Aron Landahl för Alla äter alla[14]